# Liste des longs métrages autrichiens proposés à l'Oscar du meilleur film international
Cet article présente la liste des longs métrages autrichiens proposés à l'Oscar du meilleur film international.

## Films proposés par l'Autriche
| Année (cérémonie) | Titre français                       | Titre original                       | Langue(s)                                          | Réalisateur                          | Résultat         |
| ----------------- | ------------------------------------ | ------------------------------------ | -------------------------------------------------- | ------------------------------------ | ---------------- |
| 1961 (34e)        | Jedermann (de)                       |                                      | allemand                                           | Gottfried Reinhardt                  | Non nommé        |
| 1969 (42e)        | Moos auf den Steinen (de)            |                                      | allemand                                           | Georg Lhotsky (de)                   | Non nommé        |
| 1977 (50e)        | Ich will leben (gl)                  |                                      | allemand                                           | Jörg A. Eggers (de)                  | Non nommé        |
| 1979 (52e)        | Geschichten aus dem Wienerwald       |                                      | allemand                                           | Maximilian Schell                    | Non nommé        |
| 1980 (53e)        | Egon Schiele, enfer et passion       | Egon Schiele - Exzesse               | allemand, anglais, français                        | Herbert Vesely (de)                  | Non nommé        |
| 1981 (54e)        | Der Bockerer                         |                                      | allemand                                           | Franz Antel                          | Non nommé        |
| 1983 (56e)        | Die letzte Runde (de)                |                                      | allemand                                           | Peter Patzak                         | Non nommé        |
| 1984 (57e)        | Dicht hinter der Tür (gl)            |                                      | allemand                                           | Mansur Madavi (de)                   | Non nommé        |
| 1985 (58e)        | Malambo (gl)                         |                                      | allemand                                           | Milan Dor (de)                       | Non nommé        |
| 1986 (59e)        | '38                                  | 38 – Auch das war Wien               | allemand                                           | Wolfgang Glück                       | Nomination       |
| 1987 (60e)        | Welcome in Vienna: Welcome in Vienna | Wohin und zurück – Welcome in Vienna | allemand                                           | Axel Corti                           | Non nommé        |
| 1988 (61e)        | Terre étrangère                      | Das Weite Land                       | allemand                                           | Luc Bondy                            | Non nommé        |
| 1989 (62e)        | Le Septième Continent                | Der siebente Kontinent               | allemand                                           | Michael Haneke                       | Non nommé        |
| 1990 (63e)        | Requiem für Dominik                  |                                      | allemand                                           | Robert Dornhelm                      | Non nommé        |
| 1991 (64e)        | I love Vienna (de)                   |                                      | allemand, anglais, italien, polonais, perse, arabe | Houchang Allahyari (de)              | Non nommé        |
| 1992 (65e)        | Benny's Video                        |                                      | allemand                                           | Michael Haneke                       | Non nommé        |
| 1993 (66e)        | Indien                               |                                      | allemand                                           | Paul Harather (de)                   | Non nommé        |
| 1994 (67e)        | Ich gelobe (de)                      |                                      | allemand                                           | Wolfgang Murnberger                  | Non nommé        |
| 1995 (68e)        | Die Ameisenstraße (gl)               |                                      | allemand                                           | Michael Glawogger                    | Non nommé        |
| 1996 (69e)        | Hannah (gl)                          |                                      | allemand                                           | Reinhard Schwabenitzky (de)          | Non nommé        |
| 1997 (70e)        | Der Unfisch (gl)                     |                                      | allemand                                           | Robert Dornhelm                      | Non nommé        |
| 1998 (71e)        | Les Héritiers                        | Die Siebtelbauern                    | allemand                                           | Stefan Ruzowitzky                    | Non nommé        |
| 1999 (72e)        | Banlieue nord                        | Nordrand                             | allemand                                           | Barbara Albert                       | Non nommé        |
| 2000 (73e)        | Die Fremde                           |                                      | allemand                                           | Götz Spielmann                       | Non nommé        |
| 2001 (74e)        | La Pianiste                          |                                      | français, allemand                                 | Michael Haneke                       | Non nommé        |
| 2002 (75e)        | Gebürtig (gl)                        |                                      | allemand                                           | Robert Schindel, Lukas Stepanik (de) | Non nommé        |
| 2003 (76e)        | Free Radicals (de)                   | Böse Zellen                          | allemand                                           | Barbara Albert                       | Non nommé        |
| 2004 (77e)        | Antares                              |                                      | allemand, croate, anglais                          | Götz Spielmann                       | Non nommé        |
| 2005 (78e)        | Caché                                |                                      | français                                           | Michael Haneke                       | Disqualifié      |
| 2006 (79e)        | Spiele Leben (gl)                    |                                      | allemand                                           | Antonin Svoboda                      | Non nommé        |
| 2007 (80e)        | Les Faussaires                       | Die Fälscher                         | allemand, russe, anglais, hébreu                   | Stefan Ruzowitzky                    | Remporte l'Oscar |
| 2008 (81e)        | Revanche                             |                                      | allemand, russe                                    | Götz Spielmann                       | Nomination       |
| 2009 (82e)        | Pour un instant, la liberté          | Ein Augenblick Freiheit              | anglais, perse, turc                               | Arash T. Riahi                       | Non nommé        |
| 2010 (83e)        | La Pivellina                         |                                      | italien                                            | Tizza Covi, Rainer Frimmel           | Non nommé        |
| 2011 (84e)        | Nouveau Souffle                      | Atmen                                | allemand                                           | Karl Markovics                       | Non nommé        |
| 2012 (85e)        | Amour                                | Amour                                | français                                           | Michael Haneke                       | Remporte l'Oscar |
| 2013 (86e)        | Le Mur invisible                     | Die Wand                             | allemand                                           | Julian Pölsler                       | Non nommé        |
| 2014 (87e)        | The Dark Valley                      | Das finstere Tal                     | allemand, anglais                                  | Andreas Prochaska                    | Non nommé        |
| 2015 (88e)        | Goodnight Mommy                      | Ich seh, ich seh                     | allemand                                           | Veronika Franz, Severin Fiala        | Non nommé        |
| 2016 (89e)        | Stefan Zweig, adieu l'Europe         | Vor der Morgenröte                   | allemand                                           | Maria Schrader                       | Non nommé        |
| 2017 (90e)        | Happy End                            |                                      | français, anglais                                  | Michael Haneke                       | Non nommé        |
| 2018 (91e)        | Waldheims Walzer                     |                                      | allemand, anglais, français                        | Ruth Beckermann (de)                 | Non nommé        |
| 2019 (92e)        | Joy (de)                             |                                      | anglais, allemand, pidgin nigérian                 | Sudabeh Mortezai                     | Disqualifié      |
| 2020 (93e)        | La Vie que nous voulions             | Was wir wollten                      | allemand                                           | Ulrike Kofler (de)                   | Non nommé        |
| 2021 (94e)        | Great Freedom                        | Große Freiheit                       | allemand                                           | Sebastian Meise (de)                 | Préselectionné   |
| 2022 (95e)        | Corsage                              |                                      | allemand, français, anglais, hongrois              | Marie Kreutzer                       | Préselectionné   |
| 2023 (96e)        | Vera                                 |                                      | italien                                            | Tizza Covi, Rainer Frimmel           | En attente       |